# Сан Кашано ин Вал ди Пеза
Са̀н Каша̀но ин Ва̀л ди Пѐза (на италиански: San Casciano in Val di Pesa) е град и община в централна Италия, провинция Флоренция, регион Тоскана. Разположен е на 310 m надморска височина. Населението на града е 17 216 души (към 31 декември 2010 г.).